# Gottfried Vopelius
Gottfried Vopelius, né le 28 janvier 1645 et mort le 3 février 1715 à Leipzig, est un chantre et compositeur allemand.